# Liste des districts dans le borough londonien de Hounslow
Ceci est une liste des districts du Borough londonien de Hounslow.
Les zones du code postal de Hounslow sont TW, W, UB et SW.

Hounslow dans le Grand Londres

## Districts
| District      | Ville postale             | Zone postal/District | Coordonnées                 | OS grid ref  |
| ------------- | ------------------------- | -------------------- | --------------------------- | ------------ |
| Bedfont       | FELTHAM                   | TW14                 | 51° 27′ N, 0° 26′ O         | TQ0873       |
| Bedford Park  | LONDRES                   | W4                   | 51° 30′ 00″ N, 0° 15′ 42″ O | TQ207793     |
| Brentford     | BRENTFORD                 | TW8                  | 51° 29′ 10″ N, 0° 18′ 36″ O | TQ1878       |
| Brentford End | FELTHAM                   | TW8                  | 51° 28′ 55″ N, 0° 19′ 12″ O | TQ1664477286 |
| Chiswick      | LONDRES                   | W4                   | 51° 29′ 33″ N, 0° 15′ 48″ O | TQ205785     |
| Cranford      | HOUNSLOW                  | TW4, TW5             | 51° 28′ 36″ N, 0° 24′ 28″ O | TQ105765     |
| Feltham       | FELTHAM                   | TW13, TW14           | 51° 26′ 59″ N, 0° 24′ 32″ O | TQ105735     |
| Lower Feltham | FELTHAM                   | TW13, TW14           |                             |              |
| North Feltham | FELTHAM                   | TW13, TW14           |                             |              |
| Grove Park    | LONDRES                   | W4                   | 51° 28′ 58″ N, 0° 19′ 15″ O | TQ1657777355 |
| Gunnersbury   | LONDRES, BRENTFORD        | W3, W4, W5, TW8      | 51° 29′ 34″ N, 0° 16′ 40″ O | TQ195785     |
| Hanworth      | FELTHAM                   | TW13                 | 51° 25′ 52″ N, 0° 22′ 52″ O | TQ3682       |
| Hatton        | HOUNSLOW, FELTHAM         | TW6, TW14            | 51° 28′ 04″ N, 0° 25′ 21″ O | TQ095755     |
| Heston        | HOUNSLOW                  | TW5                  | 51° 29′ 07″ N, 0° 22′ 44″ O | TQ1277       |
| Hounslow      | HOUNSLOW                  | TW3, TW6             | 51° 28′ 00″ N, 0° 22′ 30″ O | TQ1503574548 |
| Hounslow West | HOUNSLOW                  |                      |                             |              |
| Isleworth     | ISLEWORTH                 | TW7                  | 51° 27′ 58″ N, 0° 20′ 10″ O | TQ1575       |
| Lampton       | HOUNSLOW                  | TW3                  | 51° 28′ 41″ N, 0° 21′ 48″ O | TQ1365076785 |
| North Hyde    | SOUTHALL, HAYES, HOUNSLOW | UB2, UB3, TW5        | 51° 29′ 34″ N, 0° 23′ 07″ O | TQ1207778395 |
| Osterley      | HOUNSLOW, ISLEWORTH       | TW5, TW7             | 51° 29′ 05″ N, 0° 21′ 00″ O | TQ145775     |
| Spring Grove  | ISLEWORTH                 | TW7                  | 51° 28′ 35″ N, 0° 20′ 20″ O | TQ1534576616 |
| Woodlands     | ISLEWORTH                 | TW7                  | 51° 28′ 10″ N, 0° 20′ 15″ O | TQ1546375875 |

## Référence
- (en) Cet article est partiellement ou en totalité issu de l’article de Wikipédia en anglais intitulé « List of districts in the London Borough of Hounslow » (voir la liste des auteurs).